# Hogna massaiensis
Hogna massaiensis este o specie de păianjeni din genul Hogna, familia Lycosidae. A fost descrisă pentru prima dată de Roewer, 1960.
Este endemică în Tanzania. Conform Catalogue of Life specia Hogna massaiensis nu are subspecii cunoscute.